# Tomelloso Club de Fútbol
El Tomelloso Club de Fútbol fue un equipo de fútbol español, del municipio de Tomelloso (Ciudad Real). Fue fundado en 1979 y desapareció en enero de 2015.

## Historia
El fútbol se empezó a practicar de forma organizada en el municipio de Tomelloso en 1921 bajo la denominación de Atlética Castellana, aunque no fue hasta 1927 cuando se fundó el Tomelloso Foot-ball Club.
Al finalizar la Guerra Civil tuvo que españolizar su nombre como ordenaba el Decreto del gobierno, pasando a denominarse Tomelloso Club de Fútbol, si bien estuvo varias temporadas sin disputar competiciones oficiales, hasta que el club fue reorganizado en 1944.
En 1979 nació otro club en la localidad, bajo la denominación de Club Atlético Tomelloso, hasta que en 1995 se renombró como Tomelloso Club de Fútbol, que mantuvo hasta su desaparición en enero de 2015.

## Presidentes
- 1979-1982: Alejandro Carretero.
- 1982-1993: Vicente García.
- 1993-1994: Ángel Sáez.
- 1994-1995: Ambrosio Armero.
- 1995-2000: Higinio Ponce.
- 2000-2002: Ángel Montejano.
- 2002-2005: Ambrosio Armero.
- 2005-2010: Higinio Ponce.
- 2010: Luis Parra.
- 2010-2011 : Higinio Ponce.
- 2011-2015 : Francisco Muñoz.

## Datos del club

### Temporadas
| Temporada | Categoría             | Grupo              | Posición | Nombre del equipo        | J  | G  | E  | P  | GF  | GC | Pts | Observaciones                                                           |
| 1927-1930 | ---                   | ---                |          | Tomelloso Foot-ball Club | -  | -  | -  | -  | -   | -  | -   | No participa en competiciones oficiales                                 |
| 1930-1931 | 2ª Regional ord.      | C.R.               | 4º/5     | Tomelloso Foot-ball Club | 8  | 3  | 4  | 1  | 6   | 5  | 3   | Sancionado con 7 puntos y permanece en la categoría                     |
| 1931-1932 | 2ª Regional ord.      | C.R.               | 2º/6     | Tomelloso Foot-ball Club | 9  | 7  | 1  | 1  | 25  | 5  | 15  | Clasificado para la fase de ascenso a la 2ª regional preferente         |
|           | Fase de ascenso       | Único              | 6º/6     | Tomelloso Foot-ball Club |    |    |    |    |     |    |     | Se retira de la competición y causa baja federativa                     |
| 1932-1944 | ---                   | ---                |          | Tomelloso Foot-ball Club | -  | -  | -  | -  | -   | -  | -   | No participa en competiciones oficiales                                 |
| 1944-1945 | Campeonato provincial | Único              |          | Tomelloso CF             |    |    |    |    |     |    |     | Asciende a 3ª División por invitación federativa                        |
| 1945-1946 | 3ª División           | IX                 | 5º/10    | Tomelloso CF             | 18 | 7  | 4  | 7  | 42  | 47 | 18  | Permanece en la categoría                                               |
| 1946-1947 | 3ª División           | VIII               | 2º/10    | Tomelloso CF             | 18 | 11 | 3  | 4  | 44  | 30 | 27  | Clasificado para la fase intermedia de ascenso a 2ª división            |
|           | Fase de ascenso       | I                  | 5º/6     | Tomelloso CF             | 10 | 2  | 3  | 5  | 11  | 23 | 7   | Permanece en la categoría                                               |
| 1947-1948 | 3ª División           | VI                 | 9º/14    | Tomelloso CF             | 26 | 12 | 0  | 14 | 55  | 59 | 24  | Permanece en la categoría                                               |
| 1948-1949 | 3ª División           | IV                 | 7º/14    | Tomelloso CF             | 26 | 12 | 2  | 12 | 48  | 61 | 26  | Permanece en la categoría                                               |
| 1949-1950 | 3ª División           | IV                 | 7º/18    | Tomelloso CF             | 34 | 16 | 14 | 4  | 51  | 55 | 36  | Permanece en la categoría                                               |
| 1950-1951 | 3ª División           | IV                 | 7º/16    | Tomelloso CF             | 30 | 11 | 9  | 10 | 62  | 53 | 31  | Permanece en la categoría                                               |
| 1951-1952 | 3ª División           | IV                 | 6º/16    | Tomelloso CF             | 30 | 12 | 10 | 8  | 63  | 45 | 34  | Disputa la promoción de permanencia y conserva la categoría             |
| 1952-1953 | 3ª División           | IV                 | Ret/15   | Tomelloso CF             | 1  | -  | -  | -  | -   | -  | 0   | Retirado en la primera jornada y desciende a directamente a 1ª Regional |
| 1953-1954 | 1ª Regional           | C.R.               | 8º/8     | Tomelloso CF             | 14 | 3  | 2  | 9  | 18  | 44 | 8   | Permanece en la categoría                                               |
| 1954-1955 | 1ª Regional           | C.R.               | 7º/7     | Tomelloso CF             | 12 | 1  | 0  | 11 | 7   | 54 | 2   | Se retira de las competiciones oficiales durante dos temporadas         |
| 1955-1957 | ---                   | ---                |          | Tomelloso CF             | -  | -  | -  | -  | -   | -  | -   | No participa en competiciones oficiales                                 |
| 1957-1958 | 1ª Regional           | C.R.               | 5º/8     | Tomelloso CF             | 14 | 5  | 3  | 6  | 30  | 31 | 13  | Permanece en la categoría                                               |
| 1958-1959 | 1ª Regional           | C.R.               | 3º/9     | Tomelloso CF             | 16 | 9  | 0  | 7  | 32  | 28 | 18  | Permanece en la categoría                                               |
| 1959-1960 | 1ª Regional           | C.R.               | 1º/8     | Tomelloso CF             | 12 | 10 | 0  | 2  | 38  | 16 | 20  | Clasificado para la fase de ascenso a 3ª división                       |
|           | Fase de ascenso       | Eliminatoria única | -        | Tomelloso CF             | 2  | 0  | 0  | 2  | 2   | 8  | -   | Permanece en la categoría                                               |
| 1960-1961 | 1ª Regional           | C.R.               | 1º/10    | Tomelloso CF             | 18 | 15 | 0  | 3  | 70  | 17 | 30  | Clasificado para la fase de ascenso a 3ª división                       |
|           | Fase de ascenso       | Eliminatoria única | -        | Tomelloso CF             | 2  | 1  | 0  | 1  | 9   | 4  | -   | Asciende a 3ª división                                                  |
| 1961-1962 | 3ª División           | XIV                | 8º/16    | Tomelloso CF             | 30 | 12 | 4  | 14 | 44  | 56 | 28  | Permanece en la categoría                                               |
| 1962-1963 | 3ª División           | XIV                | 4º/16    | Tomelloso CF             | 30 | 13 | 8  | 9  | 50  | 31 | 34  | Permanece en la categoría                                               |
| 1963-1964 | 3ª División           | XV                 | 10º/15   | Tomelloso CF             | 28 | 10 | 7  | 11 | 37  | 47 | 27  | Permanece en la categoría                                               |
| 1964-1965 | 3ª División           | XV                 | 4º/16    | Tomelloso CF             | 30 | 15 | 6  | 9  | 43  | 28 | 36  | Permanece en la categoría                                               |
| 1965-1966 | 3ª División           | XV                 | 5º/16    | Tomelloso CF             | 28 | 16 | 4  | 8  | 45  | 35 | 36  | Permanece en la categoría                                               |
| 1966-1967 | 3ª División           | XIV                | 6º/17    | Tomelloso CF             | 32 | 13 | 11 | 8  | 41  | 33 | 36  | Permanece en la categoría                                               |
| 1967-1968 | 3ª División           | XIV                | 9º/18    | Tomelloso CF             | 34 | 17 | 5  | 12 | 55  | 44 | 39  | Permanece en la categoría                                               |
| 1968-1969 | 3ª División           | VI                 | 20º/20   | Tomelloso CF             | 38 | 6  | 8  | 24 | 36  | 85 | 20  | Desciende a 1ª Regional                                                 |
| 1969-1970 | 1ª Regional           | Único              | 13º/17   | Tomelloso CF             | 32 | 12 | 6  | 14 | 49  | 50 | 24  | Sancionado con 6 puntos y desciende a 2ª Regional                       |
| 1970-1971 | 2ª Regional           | I                  | 16º/20   | Tomelloso CF             | 38 | 12 | 6  | 20 | 63  | 91 | 30  | Permanece en la categoría                                               |
| 1971-1972 | 2ª Regional           | I                  | 14º/20   | Tomelloso CF             | 36 |    |    |    |     |    | 31  | Permanece en la categoría pero no se inscribe la siguiente temporada    |
| 1972-1977 | ---                   | ---                |          | Tomelloso CF             | -  | -  | -  | -  | -   | -  | -   | No participa en competiciones oficiales                                 |
| 1977-1978 | 3ª Regional           | 7-A                | 10º/13   | Tomelloso CF             | 24 | 7  | 5  | 12 | 28  | 43 | 19  | Permanece en la categoría                                               |
| 1978-1979 | 3ª Regional           | 7-A                | 5º/14    | Tomelloso CF             | 26 | 7  | 13 | 6  | 30  | 31 | 27  | Permanece en la categoría                                               |
| 1979-1980 | 3ª Regional           | 7-A                | 4º/19    | Atlético Tomelloso       | 36 | 22 | 4  | 10 | 92  | 51 | 48  | Permanece en la categoría                                               |
| 1980-1981 | 3ª Regional           | VIII               | 1º/18    | Atlético Tomelloso       | 34 | 31 | 0  | 3  | 129 | 25 | 54  | Asciende a 2ª Regional                                                  |
| 1981-1982 | 2ª Regional           | IV                 | 2º/18    | Atlético Tomelloso       | 34 | 23 | 7  | 4  | 76  | 32 | 53  | Asciende a 1ª Regional                                                  |
| 1982-1983 | 1ª Regional           | IV                 | 1º/18    | Atlético Tomelloso       | 34 | 21 | 8  | 5  | 74  | 34 | 50  | Asciende a Regional Preferente                                          |
| 1983-1984 | Regional Preferente   | II                 | 10º/18   | Atlético Tomelloso       | 34 | 12 | 8  | 14 | 48  | 55 | 32  | Permanece en la categoría                                               |
| 1984-1985 | Regional Preferente   | II                 | 1º/18    | Atlético Tomelloso       | 34 | 25 | 4  | 5  | 84  | 37 | 54  | Asciende a 3ª división                                                  |
| 1985-1986 | 3ª División           | VII                | 17º/20   | Atlético Tomelloso       | 38 | 10 | 11 | 17 | 45  | 58 | 31  | Desciende a Regional Preferente                                         |
| 1986-1987 | Regional Preferente   | II                 | 1º/20    | Atlético Tomelloso       | 38 | 35 | 2  | 1  | 168 | 19 | 72  | Asciende a 3ª división                                                  |
| 1987-1988 | 3ª División           | XVII               | 1º/20    | Atlético Tomelloso       | 38 | 24 | 10 | 4  | 77  | 20 | 58  | Asciende a 2ª división B                                                |
| 1988-1989 | 2ª División B         | III                | 5º/20    | Atlético Tomelloso       | 38 | 18 | 10 | 10 | 53  | 36 | 46  | Permanece en la categoría                                               |
| 1989-1990 | 2ª División B         | III                | 11º/20   | Atlético Tomelloso       | 38 | 12 | 14 | 12 | 49  | 41 | 38  | Permanece en la categoría                                               |
| 1990-1991 | 2ª División B         | IV                 | 16º/20   | Atlético Tomelloso       | 38 | 11 | 10 | 17 | 31  | 44 | 32  | Permanece en la categoría                                               |
| 1991-1992 | 2ª División B         | IV                 | 12º/20   | Atlético Tomelloso       | 38 | 12 | 14 | 12 | 46  | 35 | 38  | Permanece en la categoría                                               |
| 1992-1993 | 2ª División B         | I                  | 16º/20   | Atlético Tomelloso       | 38 | 9  | 14 | 15 | 39  | 48 | 32  | Permanece en la categoría                                               |
| 1993-1994 | 2ª División B         | I                  | 18º/20   | Atlético Tomelloso       | 38 | 9  | 14 | 15 | 29  | 42 | 32  | Desciende a 3ª división                                                 |
| 1994-1995 | 3ª División           | XVII               | 2º/20    | Atlético Tomelloso       | 38 | 23 | 9  | 6  | 86  | 23 | 55  | Clasificado para la fase de ascenso                                     |
|           | Fase de ascenso       | D-4                | 2º/4     | Atlético Tomelloso       | 6  | 2  | 3  | 1  | 4   | 2  | 7   | Permanece en la categoría                                               |
| 1995-1996 | 3ª División           | XVII               | 1º/20    | Tomelloso CF             | 38 | 26 | 12 | 0  | 86  | 84 | 90  | Clasificado para la fase de ascenso                                     |
|           | Fase de ascenso       | D-4                | 2º/4     | Tomelloso CF             | 6  | 3  | 2  | 1  | 10  | 3  | 11  | Permanece en la categoría                                               |
| 1996-1997 | 3ª División           | XVII               | 1º/20    | Tomelloso CF             | 38 | 24 | 8  | 6  | 72  | 24 | 80  | Clasificado para la fase de ascenso                                     |
|           | Fase de ascenso       | D-3                | 2º/4     | Tomelloso CF             | 6  | 2  | 3  | 1  | 5   | 4  | 9   | Permanece en la categoría                                               |
| 1997-1998 | 3ª División           | XVII               | 5º/20    | Tomelloso CF             | 38 | 21 | 11 | 6  | 76  | 33 | 74  | Permanece en la categoría                                               |
| 1998-1999 | 3ª División           | XVII               | 1º/20    | Tomelloso CF             | 38 | 20 | 17 | 1  | 69  | 25 | 77  | Clasificado para la fase de ascenso                                     |
|           | Fase de ascenso       | D-2                | 3º/4     | Tomelloso CF             | 6  | 2  | 1  | 3  | 7   | 9  | 7   | Permanece en la categoría                                               |
| 1999-2000 | 3ª División           | XVII               | 17º/20   | Tomelloso CF             | 38 | 11 | 10 | 17 | 42  | 51 | 43  | Permanece en la categoría                                               |
| 2000-2001 | 3ª División           | XVII               | 8º/20    | Tomelloso CF             | 38 | 16 | 13 | 9  | 55  | 35 | 61  | Permanece en la categoría                                               |
| 2001-2002 | 3ª División           | XVII               | 1º/20    | Tomelloso CF             | 38 | 20 | 15 | 3  | 45  | 16 | 75  | Clasificado para la fase de ascenso                                     |
|           | Fase de ascenso       | D-2                | 4º/4     | Tomelloso CF             | 6  | 0  | 1  | 5  | 4   | 12 | 1   | Permanece en la categoría                                               |
| 2002-2003 | 3ª División           | XVII               | 4º/20    | Tomelloso CF             | 38 | 21 | 10 | 7  | 48  | 22 | 73  | Clasificado para la fase de ascenso                                     |
|           | Fase de ascenso       | D-2                | 1º/4     | Tomelloso CF             | 6  | 3  | 2  | 1  | 10  | 7  | 11  | Asciende a 2ª división B                                                |
| 2003-2004 | 2ª División B         | II                 | 15º/20   | Tomelloso CF             | 38 | 12 | 12 | 14 | 29  | 39 | 48  | Permanece en la categoría                                               |
| 2004-2005 | 2ª División B         | IV                 | 17º/20   | Tomelloso CF             | 38 | 9  | 15 | 14 | 26  | 41 | 42  | Desciende a 3ª División                                                 |
| 2005-2006 | 3ª División           | XVII               | 9º/20    | Tomelloso CF             | 38 | 15 | 8  | 15 | 26  | 41 | 42  | Permanece en la categoría                                               |
| 2006-2007 | 3ª División           | XVIII              | 6º/20    | Tomelloso CF             | 38 | 17 | 10 | 11 | 43  | 43 | 53  | Permanece en la categoría                                               |
| 2007-2008 | 3ª División           | XVIII              | 4º/20    | Tomelloso CF             | 38 | 18 | 12 | 8  | 42  | 29 | 66  | Clasificado para la fase de ascenso                                     |
|           | Fase de ascenso       | 1ª eliminatoria    | -        | Tomelloso CF             | 2  | 0  | 1  | 1  | 2   | 3  | -   | Permanece en la categoría                                               |
| 2008-2009 | 3ª División           | XVIII              | 7º/20    | Tomelloso CF             | 36 | 52 | 14 | 10 | 12  | 43 | 34  | Permanece en la categoría                                               |
| 2009-2010 | 3ª División           | XVIII              | 17º/20   | Tomelloso CF             | 38 | 11 | 12 | 15 | 40  | 41 | 45  | Permanece en la categoría                                               |
| 2010-2011 | 3ª División           | XVIII              | 12º/20   | Tomelloso CF             | 38 | 13 | 9  | 16 | 49  | 55 | 48  | Permanece en la categoría                                               |
| 2011-2012 | 3ª División           | XVIII              | 17º/20   | Tomelloso CF             | 38 | 11 | 7  | 20 | 43  | 57 | 40  | Desciende a Regional Preferente                                         |
| 2012-2013 | Regional Preferente   | I                  | 7º/18    | Tomelloso CF             | 34 | 16 | 5  | 13 | 64  | 48 | 53  | Permanece en la categoría                                               |
| 2013-2014 | Regional Preferente   | I                  | 8º/18    | Tomelloso CF             | 34 | 16 | 5  | 13 | 60  | 53 | 51  | Sancionado con 2 puntos, permanece en la categoría.                     |
| 2014-2015 | Regional Preferente   |                    |          | Tomelloso CF             |    |    |    |    |     |    |     | En enero de 2015 desaparece.                                            |

- Temporadas en Primera División: 0.
- Temporadas en Segunda División: 0.
- Temporadas en Segunda División B: 8.
- Temporadas en Tercera División: 34. Campeón en 5 ocasiones (Temporadas: 1987/88, 1995/96, 1996/97, 1998/99 y 2001/2002). Subcampeón en una ocasión (Temporada 1994/95).
- Subcampeón del Campeonato de España de Aficionados (1): 1961.
- Copa Real Federación Española de Fútbol: Subcampeón en 1 ocasión (Temporada 2002/03).
- Fases de ascenso a 2ª División "B": En 8 ocasiones (Temporadas: 1987/88, 1994/95, 1995/96, 1996/97, 1998/99, 2001/02, 2002/03 y 2007/08).

### Trofeos amistosos
- Trofeo Ciudad de Tomelloso: (5) 1996, 2001, 2004, 2008, 2010
- Trofeo Rosa del Azafrán: (2) 1985, 1986
- Trofeo Feria de Ciudad Real: (1) 1989

## Futbolistas del Tomelloso C.F. que jugaron en primera división

### Primera época
- Justo López "Jaro" (1947-49). Jugó dos temporadas en primera división, en el Racing de Santander y Jaén, entre 1951 y 1954.
- Rafael Berrocal (1947-49). Jugó seis temporadas en primera división, en el Sevilla, entre 1935 y 1943.
- José Soriano "Rey" (1951-52). Jugó la temporada 1941/42 en el Hércules.
- Luis Cobos (1951-52). Jugó la temporada 1947/48 en el Alcoyano.
- Rogelio Sosa Ramírez (1960-61). Jugó once temporadas en primera división, en el Bétis, entre 1962 y 1978.

### Segunda época
- Juan Sabas (1985-86). Jugó nueve temporadas en primera división, en el Rayo Vallecano, Atlético de Madrid, Bétis y Mérida, entre 1989 y 1998.
- Carlos Sánchez Aguiar (1986-89). Fue dos temporadas entrenador en primera división en el Atlético de Madrid, entre 1994 y 1999.
- Eugenio Martínez "Geni" (1990-91). Jugó la temporada 1984/85 en el Real Madrid.
- José Antonio Prieto (1990-91). Jugó la temporada 1981/82 en el Bétis.
- Carlos Llorens Mestre (1991-92). Jugó cuatro temporadas en primera división, en el Rayo Vallecano, Osasuna y Alavés, entre 1999 y 2003.
- Salvador Terra (1991-92). Jugó la temporada 1990/91 en el Castellón.
- Santiago Verdú (1991-92). Jugó la temporada 1984/85 en el Elche.
- Aquilino Echarri (1991-92). Jugó la temporada 1993/94 en el Valencia.
- José Ángel de las Heras (1991-93). Jugó la temporada 1988/89 en el Málaga.
- Raúl Ibáñez Galdón (1992-05). Jugó cuatro temporadas en primera división, en el Valencia y Valladolid, entre 1994 y 1998.
- Juan Carlos Pedraza (1992-93). Jugó ocho temporadas en primera división, en el Atlético de Madrid, Racing de Santander y Cádiz, entre 1980 y 1988. Dos veces internacional absoluto con la selección española.
- Félix Tainta (1992-93). Jugó la temporada 1984/85 en el Osasuna.
- Ignacio Galindo García (2002-04). Jugó dos temporadas en primera división, en el Málaga, entre 1988 y 1990.
- Francisco Villena Soriano (2003-04). Jugó la temporada 1999/00 en el Sevilla.
- José Luis Garzón (2003-04). Jugó la temporada 1995/96 en el Albacete.
- José Carlos Soria (2003-04). Jugó la temporada 1995/96 en el Albacete.

- Datos: Q9088182